# Estridsenové
Estridsenové byl rod, který v letech 1047–1412 vládl Dánsku. Zakladatelem rodu byl Sven II. Dánský, který byl synem norského jarla Ulfa Torgilssona a Estrid Svendsdatter, dcery Svena Vidlího vouse a sestry Knuta Velikého. Příbuzenství s předchozími dánskými králi odvozoval od své matky Estrid, odtud tedy jméno rodu.
Potomci Valdemara I., který se stal jediným dánským králem v roce 1157, se označují jako Valdemarové.
Valdemar IV. Dánský, poslední mužský člen rodu, zemřel 24. října roku 1375. V okamžiku jeho smrti z jeho šesti potomků byla naživu již jen jediná jeho dcera, nejmladší Markéta. Dánské stavy se sešly v Odensee, aby vybraly nového dánského krále. Velmožové měli volit mezi synem starší dcery Valdemara IV. Ingeborg, meklenburským vévodou Albrechtem a Markétiným synem Olafem, dědicem norského trůnu. Další možností byla nová dynastie.
Volba nakonec přinesla vítězství Olafovi a Markétě. Za krále Dánska byl tedy v roce 1376 vybrán Markétin syn jako Olaf II. s Markétou jako regentkou. Tou zůstala i po Olafově předčasné smrti. Byla posledním vládnoucím zástupcem rodu.

## Dánští vládci z rodu Estridsenů
- Sven II Estridsen, 1047–1076
- Harald III. Hen, 1076–1080
- Knut IV. Svatý, 1080–1086
- Olaf I. Hunger, 1086–1095
- Erik I. Ejegod, 1095–1103
- Niels Dánský, 1104–1134
- Erik II. Emune, 1134–1137
- Erik III. Lam, 1137–1146
- Sven III. Dánský, Knut V. Dánský a Valdemar I., 1146–1157

### Valdemarové
- Valdemar I. Veliký, 1157–1182
- Knut VI., 1182–1202
- Valdemar II. Vítězný, 1202–1241
- Erik IV. Plogpenning 1241–1250
- Abel, 1250–1252
- Kryštof I., 1252–1259
- Erik V. Klipping, 1259–1286
- Erik VI. Menved, 1286–1319
- Kryštof II., 1319–1326 a 1330–1332
- Valdemar III., 1326–1330

- Interregnum 1332–1340

- Valdemar IV. Atterdag, 1340–1375
- Markéta I. Dánská, 1387–1412